# Герб Елизовского района
Герб Елизовского муниципального района Камчатского края Российской Федерации.

## Описание герба
«В пересечённом зелёном и лазоревом поле острозубчато изломанный пояс, пересечённый серебром и червленью. Поверх всего — золотой восстающий медведь, держащий в лапах над головой серебряную с червлёными плавниками рыбу в пояс. Щит увенчан муниципальной короной соответствующего образца».

## Обоснование символики
Герб Елизовского района языком символов и аллегорий отражает исторические, культурные и экономические особенности края. Территория, входящая в современный район, имеет богатую интересную историю. В гербе использованы цвета условной геральдической палитры: зелень, лазурь (все оттенки синего и голубого), червлень (красный, алый), а также металлы — серебро и золото, изображённые светло-серым или белым цветом и золотисто-жёлтым, соответственно.
— Зелёный цвет символизирует надежду, изобилие, свободу; в гербе указывает на обилие лесов, девственную природу, плодородность земли района и развитое сельское хозяйство.
— Лазоревый (сине-голубой) символизирует величие, красоту; в контексте данного герба это — цвет воды, которой так богата земля района: реки, озера, и побережье Тихого океана вдоль всей его восточной границы.
— Изломанный острозубчатый серебряно-червлёный пояс символизирует покрытую снегами гряду камчатских гор и вулканов и раскалённые земные недра.
— Серебро — символ чистоты, добра, справедливости, благородства, светлых помыслов и намерений.
— Червлёный — цвет жизни, милосердия и любви, символизирует красоту, здоровье, мужество, силу, огонь камчатских недр и тепло земли.
Основная фигура гербовой композиции — золотой медведь. Эта фигура олицетворяет земную мощь человеческую, которая подчиняя себе стихию, но не уничтожая её, берёт для себя оттуда хлеб насущный, стремясь при этом и к духовным, высшим сферам. В данном случае медведь использован совершенно оправданно — трудно найти на земле уголок, так населённый медведями, как Камчатка. В геральдике обозначает необоримую силу, но одновременно и предусмотрительность, осторожность.
— Золото — символ могущества, богатства, надежды и солнечного света, указывает на богатство природы и недр Елизовского района.
— Высунутый язык медведя в геральдике — непременный элемент изображений активных (по большей части хищных) животных. Высунутый язык символически указывает на свирепость или рычание. Будучи окрашен иным нежели фигура цветом служит указанием на её (фигуры) яростный характер. Отсутствие у изображения активного животного языка (за исключением натурных изображений) означает немотность, лишённость «права голоса», подчинённость. Таким образом, медведь в гербе Елизовского района — активный, самостоятельный, «гласный» — имеющий собственный голос.
— Серебряный лосось указывает на главное богатство и основу экономики Елизовского района — красную рыбу.
— Корона, венчающая герб — указывает, на статус владельца герба, как муниципального района.
Герб Елизовского муниципального района в соответствии с Методическими рекомендациями по разработке и использованию официальных символов муниципальных образований (Раздел 2, Глава VIII, п.п. 45-46), утверждёнными геральдическим Советом при Президенте Российской Федерации 28 июня 2006 года может воспроизводиться со статусной короной установленного образца.
Автор герба района — Максим Черников.
Герб утвержден решением Думы Елизовского муниципального района № 1037 от 3 марта 2010 года и 23 апреля 2010 года внесён в Государственный геральдический регистр Российской Федерации с присвоением регистрационного номера 5973.
Елизовский район имел более ранний герб, утверждённый Постановлением Елизовской районной Думы № 136 от 26 сентября 1997 года